# Zawał (górnictwo)
Zawał – ruch grawitacyjny górotworu objawiający się obrywaniem się skał. Według definicji WUG zawał to niezamierzone, grawitacyjne przemieszczenie się mas skalnych lub kopaliny ze stropu albo ociosu w stopniu powodującym niemożność przywrócenia pierwotnej funkcji wyrobiska w czasie krótszym niż 8 godzin lub niezamierzone, grawitacyjne przemieszczenie się mas skalnych na skutek opadu skał stropowych na wysokość równą lub większą od długości kotwi obudowy podstawowej, powodującym całkowitą lub częściową utratę funkcjonalności lub bezpieczeństwa użytkowania wyrobiska.
Gdy nad wyrobiskiem znajdują się grube warstwy zwięzłych skał (np. piaskowca), przed zawałem dochodzi do tąpnięcia.
Aby zapobiec zawałom i zaciskaniu wyrobisk, stosuje się obudowy. Zawał następuje, gdy okresowe ciśnienie górotworu przekroczy granice wytrzymałości obudowy. Często podczas rabowania obudowy w wyniku nagłego zawału giną górnicy.